# パンチユーホー
パンチユーホー（パンチUFO、1967年1月12日 - ）は、日本の僧侶、元お笑い芸人、元声優、元俳優である。
福岡県出身。吉本興業東京事務所に所属していた。

## 人物
かつてドリアン助川とコンビを組んでいた。また「モヒカン兄弟」「フルーツ兄弟」、「牛」「東京牛パラダイスオーストリア」といった数々のロックバンドを結成。その後、吉本興業所属だった芸人の吉田ブキミに誘われ吉本興業東京事務所に入る。コンビ名は「お笑いキング&クィーン」。MCなど多方面にわたって活躍したが、駒澤大学で仏教を学んでいた縁で出家し、比叡山にて修行をする。
下北沢屋根裏にて「バンドブームナイト」という月一回のオールナイト企画を行っていた。内容は、パンチUFOの多彩な交流関係から当時タブーとされていたバンドとお笑いライブ、そこへDJを組み入れたもの。吉本興業の若手・個性派芸人と下北沢で活動していた若手バンドマンを起用し、収容人数を超えそうなほどの盛況ぶりだった。結局キャパオーバーしたことで、渋谷屋根裏などに場所を移し継続された。
1990年代には音楽雑誌「BANDやろうぜ」誌（宝島社）でもいくつかのコーナーを担当しており、「東京牛パラダイスオーストリア」というバンドで活動していた。

## 出演作品

### バラエティ
- SMAP×SMAP特別編『ボディラビング』
- 輝け!ロック爆笑族（VTR出演）
- 金髪先生
- 渋谷でチュッ!（ナレーション）
- のりものスタジオ

### ドラマ
- GTO

### テレビアニメ
太字はメインキャラクター。
- クマのプー太郎（1995年 - 1996年、まくわうりデカ）
- それいけ!アンパンマン（1996年、ふうせんまん）
- ヨシモトムチッ子物語（1998年 - 1999年、ボウフライケノ）
- トランスフォーマー カーロボット（2000年、スピードブレイカー[1]）
- うちゅう人 田中太郎（2000年、田中太郎）
- 探偵少年カゲマン（2001年 - 2002年、シャドーマン[2]）
- テニスの王子様（2002年、シュンスケ）

### OVA
- アンパンマン（フーセンマン）

### ゲーム
- クマのプー太郎 空はピンクだ!全員集合!!（それダメっす）（まくわうりデカ）

### 実写映画
- 盲獣VS一寸法師
- 東京タワー

### ラジオ
- TOKYO LIVE MIX（文化放送）

### インターネットラジオ
- トンヒルのクソの役にも立たないラジオ!（BBstation：2009年6月3日（第30回）・2009年7月1日（第34回）配信分　ゲスト出演）